# Konzéogo-Yalgo
Ne doit pas être confondu avec Konzéogo-Bangané ou Konzéogo-Sambila.
Konzéogo-Yalgo est une localité située dans le département de Comin-Yanga de la province du Koulpélogo dans la région Centre-Est au Burkina Faso.

## Démographie
| 2003 | 2006 | 2012 |
| ---- | ---- | ---- |
| 393  | 589  | -    |

## Santé et éducation
Le centre de soins le plus proche de Konzéogo-Yalgo est le centre de santé et de promotion sociale (CSPS) de Comin-Yanga tandis que le centre médical avec antenne chirurgicale (CMA) se trouve à Ouargaye.
Le village ne possède pas d'école primaire.